# Peel en Maas

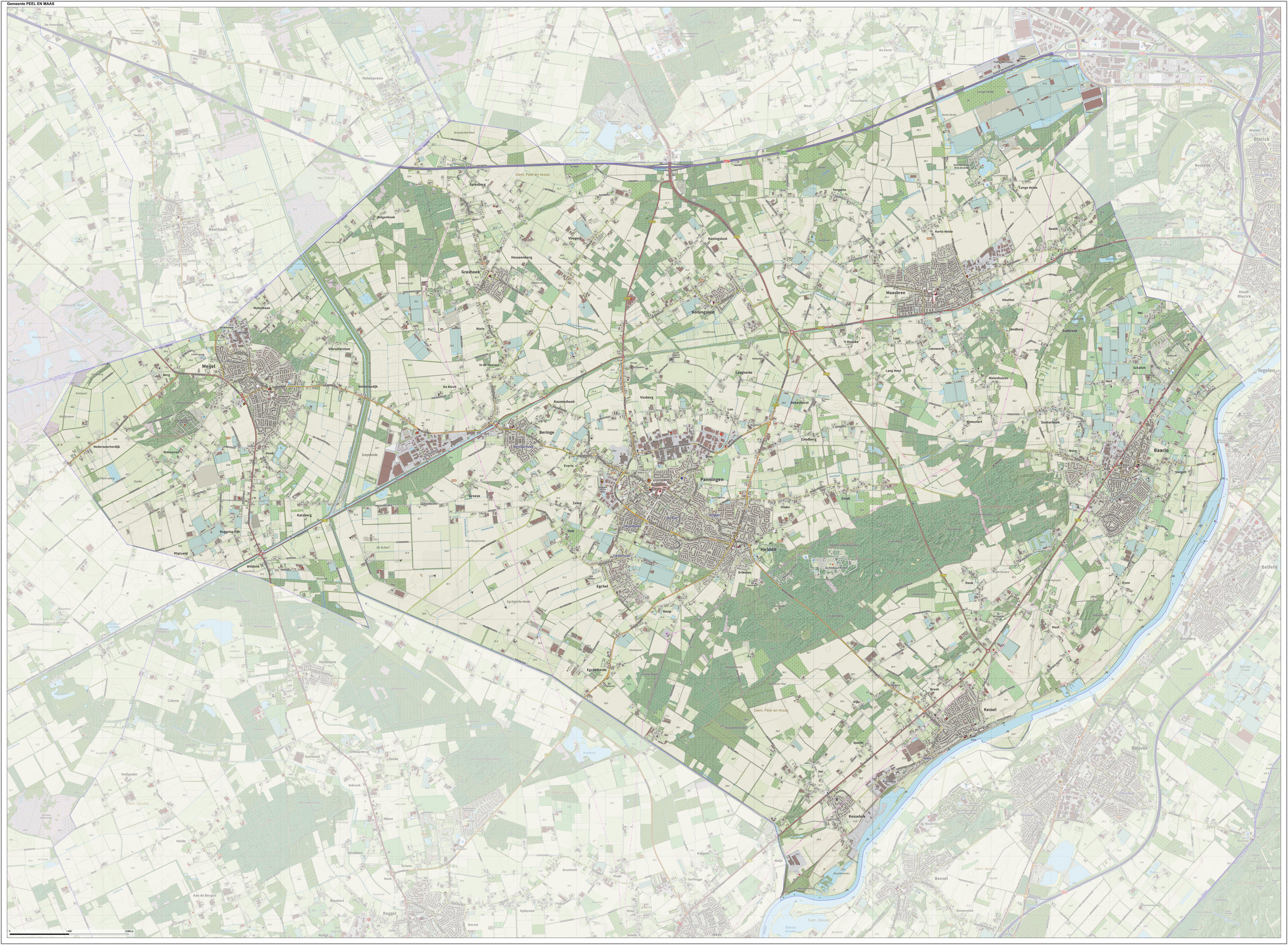
Topografische gemeentekaart van Peel en Maas, september 2022

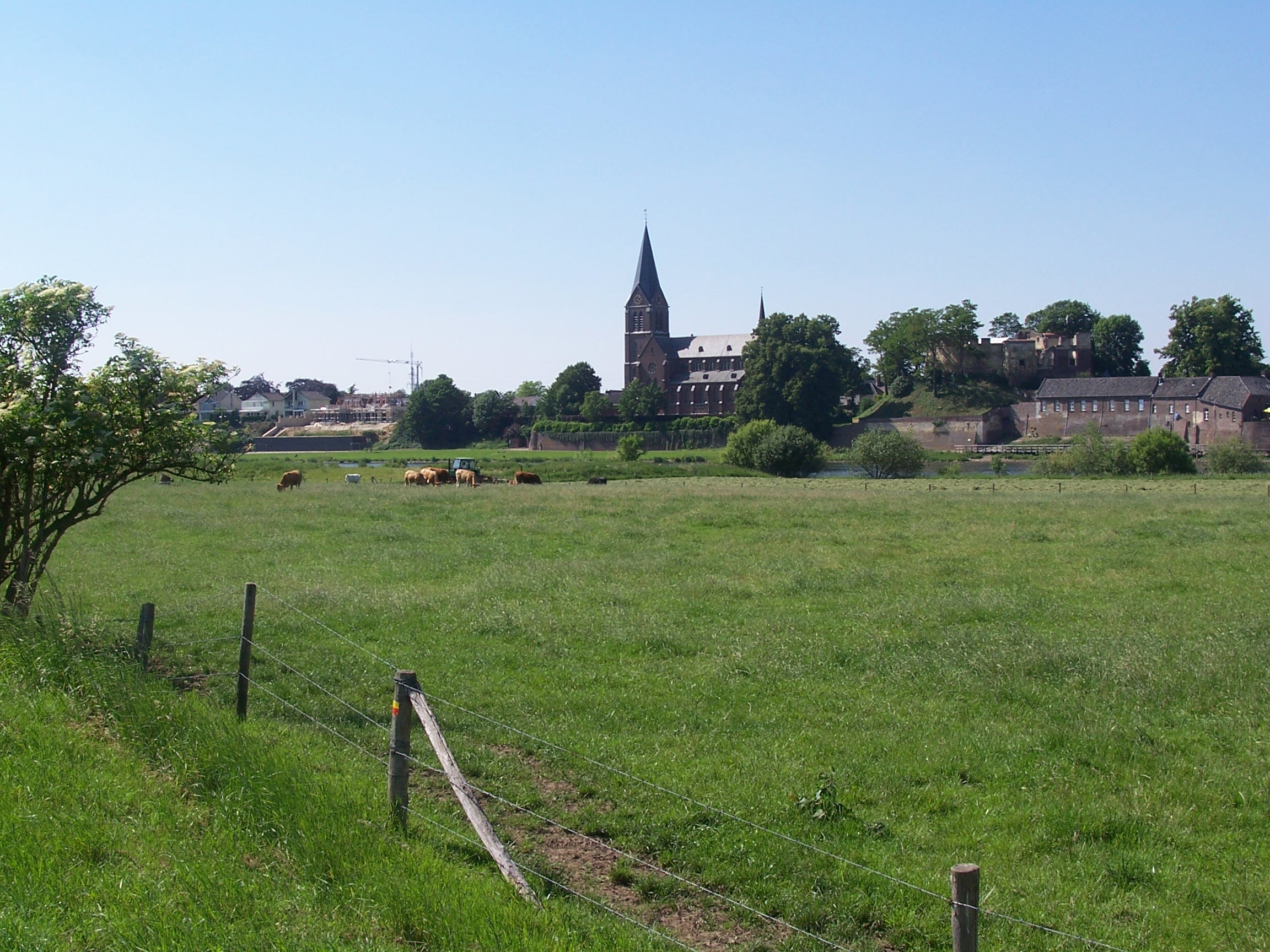
Gezicht op Kessel (bij de Maas)

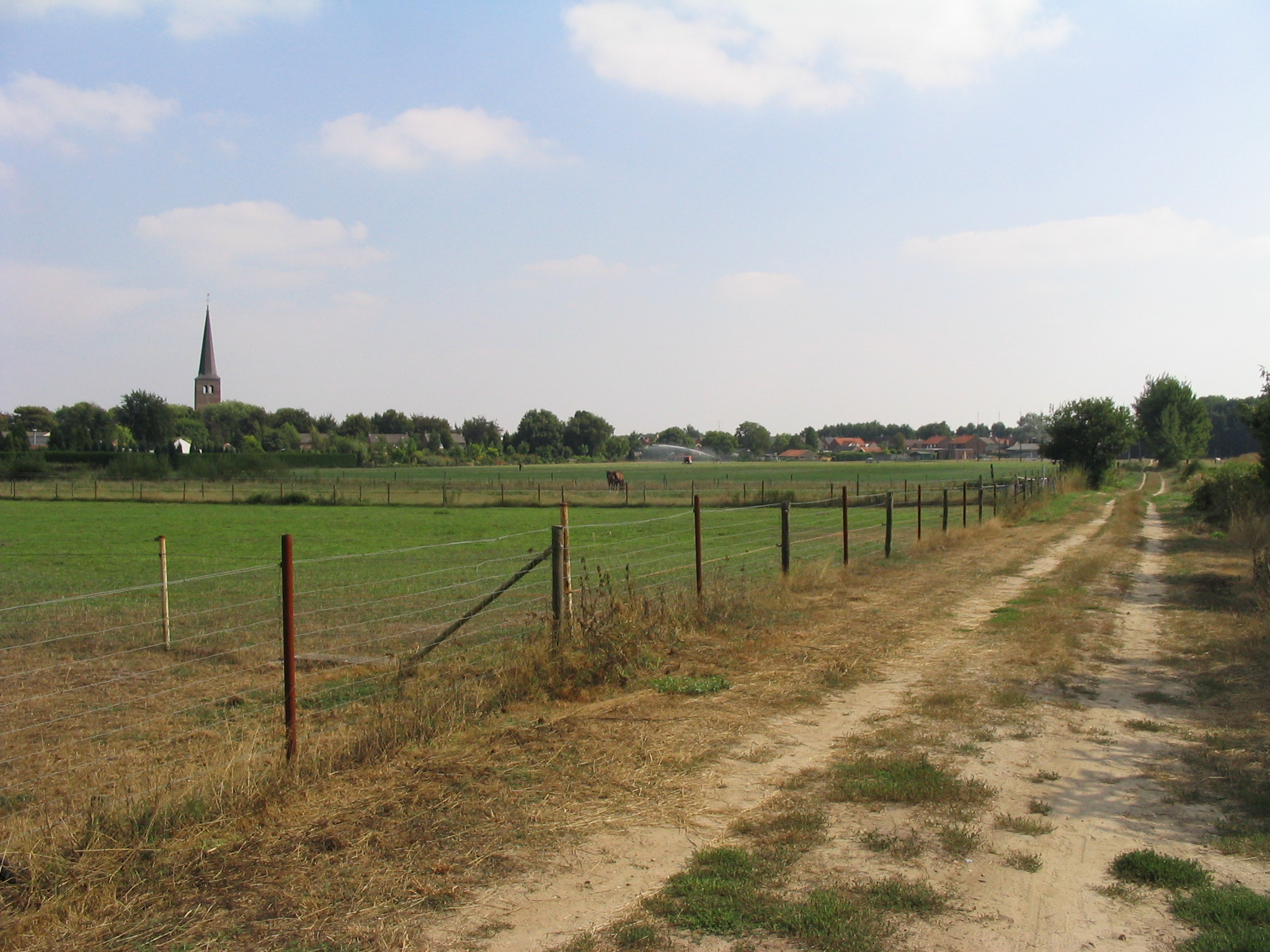
Gezicht op Grashoek (in de Peel)

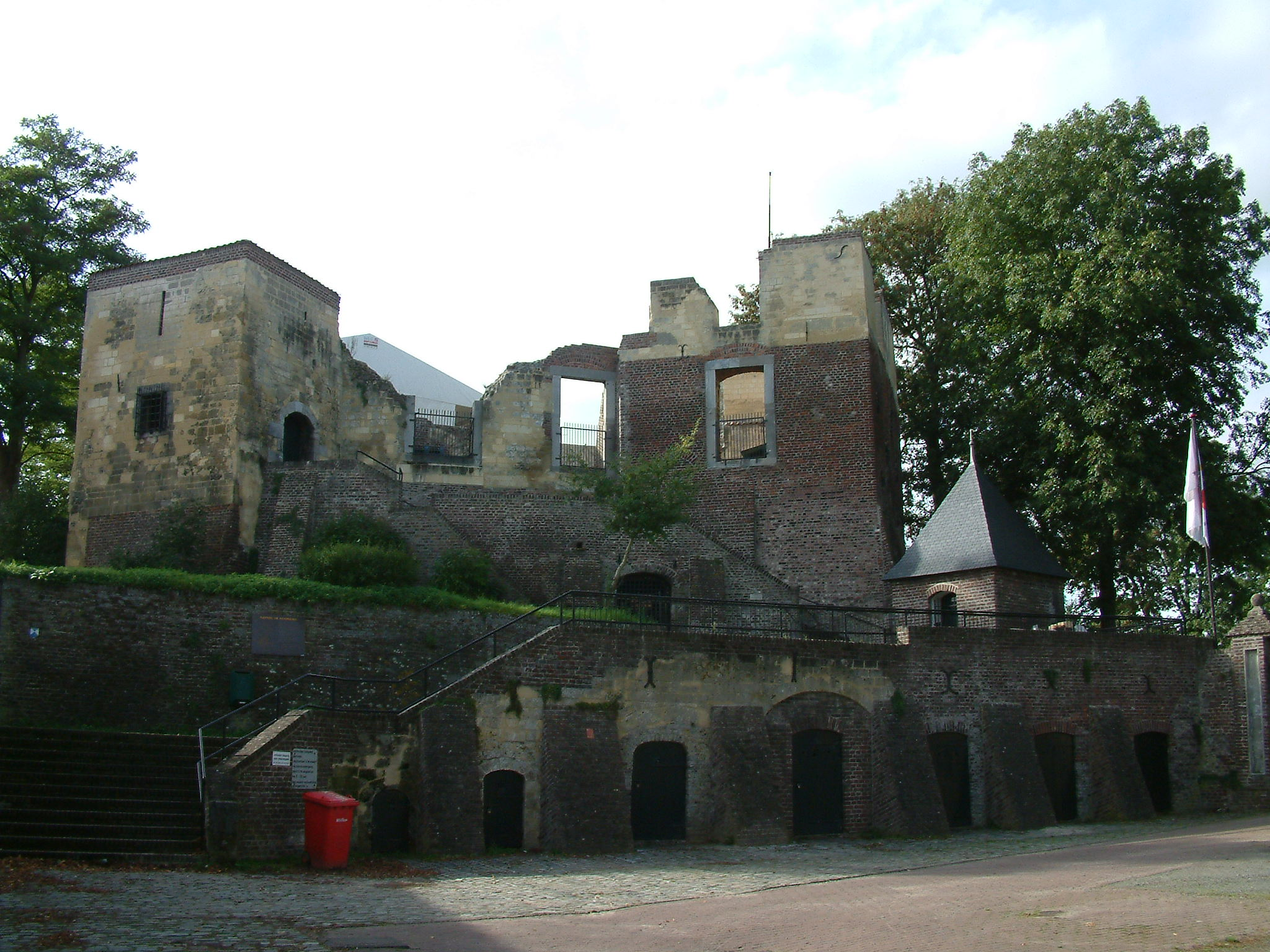
Ruïne van kasteel De Keverberg (in Kessel gelegen)

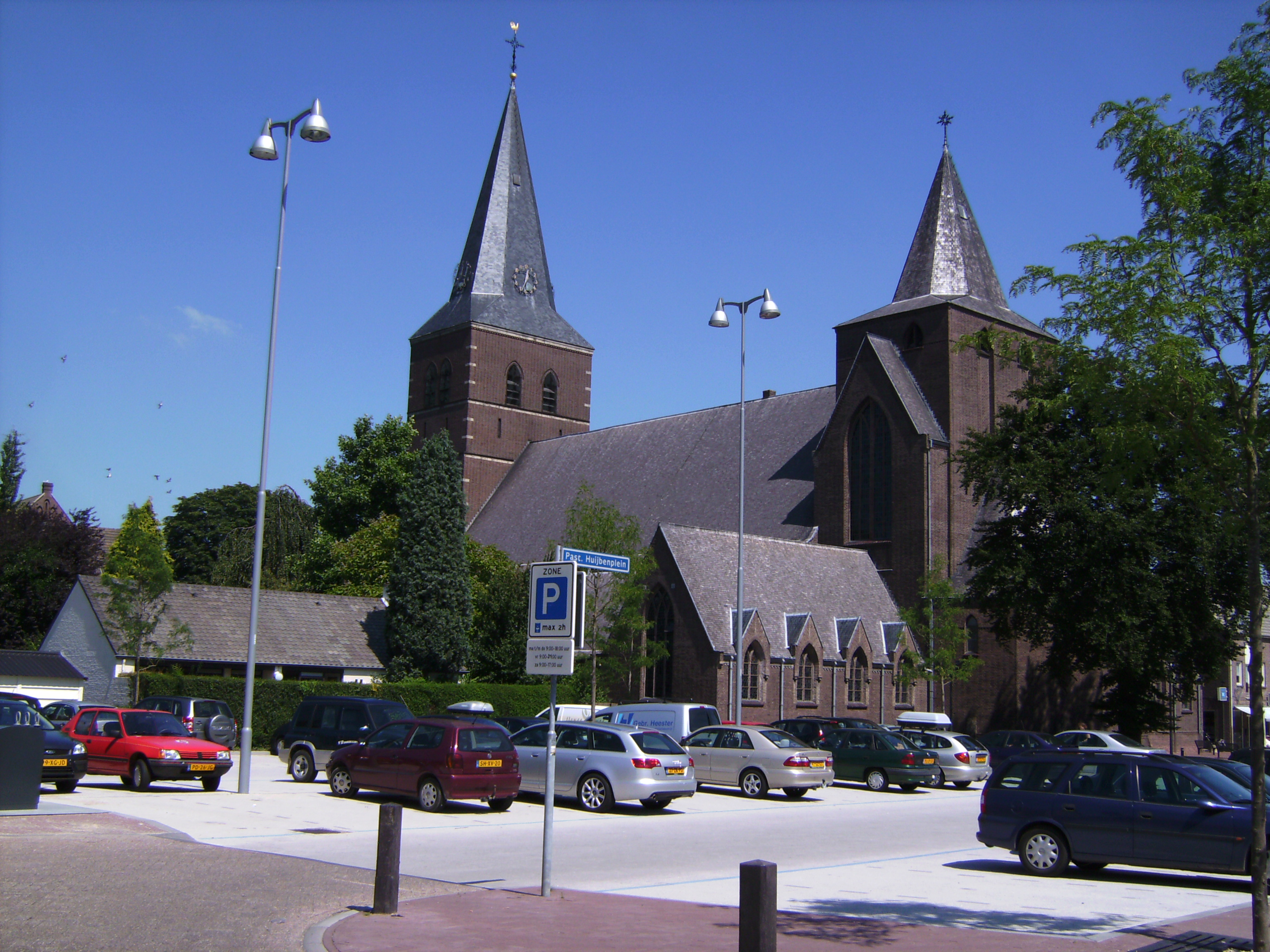
Onze-Lieve-Vrouw-van-Zeven-Smartenkerk, de parochiekerk van Panningen

Peel en Maas is een Nederlandse gemeente in de provincie Limburg. Ze is op 1 januari 2010 ontstaan uit een fusie van de gemeenten Helden, Kessel, Meijel en Maasbree. Peel en Maas telde 45.534 inwoners op 22 november 2024 (bron: CBS) op een oppervlakte van 161 km².
De gemeente Peel en Maas ligt aan de linkeroever van de Maas en wordt tot Noord-Limburg gerekend. Voorts valt ze in de Peel, behalve de strook aan de Maas die tot het Maasland behoort.

## Geschiedenis

### Gemeentelijke herindeling 2008
Gedeputeerde Staten wilden graag dat de gemeentes in Noord-Limburg voor 1 april 2008 een besluit namen hoe zij met elkaar willen samenwerken. Mocht dit niet lukken, dan zou de provincie een besluit namens de gemeenten nemen. De gemeentes Helden, Kessel, Maasbree en Meijel zouden eventueel een nieuwe fusiegemeente kunnen vormen.
De gemeenteraad van Helden was unaniem voor fusie. In Maasbree was iedereen voor de fusie, behalve eenmansfractie Lokaal Actief. In Kessel was slechts één raadslid van Reëel Alternatief tegen de fusie. Alle drie de gemeentes hebben aangegeven dat zij hoe dan ook een fusiegemeente zouden vormen, ook al wilde Meijel niet meedoen. In Meijel daarentegen waren alleen de oppositiefracties MVP en VVD vóór herindeling, de coalitiefractie CDA was tegen. De FWM-PvdA, de grootste coalitiepartij, nam de beslissing op 10 september 2007 en was tegen de herindeling. Hierbij koos Meijel voor zelfstandigheid en wilde alleen op lange termijn eventueel een fusie met de nieuwe gemeente Peel en Maas aan.
Op 2 oktober 2007 lieten de burgemeesters van de vier gemeentes weten dat slechts drie gemeentes verder gingen in een fusiegemeente. Deze moest voor 1 januari 2010, bij de eerstvolgende gemeenteraadsverkiezing, een feit zijn.
Op 10 maart besloot de Meijelse gemeenteraad met een kleine meerderheid (6-5) om voor een fusie met buurgemeenten Helden, Kessel en Maasbree te kiezen. Tijdens de extra raadsvergadering over de herindeling van Meijel stemde het grootste gedeelte van de fractie FWM-PvdA tegen fusie. Hierop besloten 4 leden van deze fractie per direct of op korte termijn hun raadslidmaatschap op te zeggen.
Er werd in 2008 een werkgroep gevormd om de fusie voor te bereiden en personeel van alle gemeentes te informeren. Deze werkgroep kreeg de naam Peel en Maas. Uiteindelijk werd dit in januari 2010 ook de gemeentenaam.

## Dorpen en kernen
De gemeente Peel en Maas bestaat uit de volgende officiële kernen:
De gemeente Peel en Maas is het resultaat van een fusie tussen vier (voormalige) gemeentes met ieder haar eigen wijken en kernen. De onderstaande tabel geeft een overzicht van deze dorpen en kernen naar voormalige gemeente.
| Helden - Beringe - Egchel - Grashoek - Helden - Koningslust - Panningen | Kessel - Kessel - Kessel-Eik | Maasbree - Baarlo - Maasbree | Meijel - Meijel |

## Naam
De gemeente Peel en Maas is aan zijn naam gekomen door de inwoners. De naam werd in drie fases gekozen:
1. Algemene naamverkiezing

Iedereen kon via een door een plaatselijk communicatiebureau opgezette campagne via internet een willekeurige naam inleveren hoe vaak hij wilde. Vanuit de ingeleverde namen is door een werkgroep - bestaande uit mensen vanuit iedere oude gemeente, aangevuld met een onafhankelijke voorzitter - een top 3 gemaakt (1 - gemeente Helden, 2 - gemeente Land van Kessel en 3 - gemeente Peel en Maas).
2. Top 3 stemming

Aan de hand van de gemaakte keuze in fase 1 werd een tweede stemronde voorbereid. Alle inwoners van de deelnemende gemeentes die 14(!) jaar of ouder waren (hier is héél bewust voor gekozen omdat de jeugd hierdoor meer betrokken raakte bij de naamkeuze) kregen een brief met een stembiljet met daarin een unieke code, om weer via internet te stemmen. Voor mensen die niet digitaal wilden stemmen kon het stembiljet ook worden ingeleverd of worden teruggestuurd naar de gemeente. Dit werd beide massaal gedaan. De papieren stembiljetten werden weer door vertegenwoordigers van alle gemeenten onder leiding van het hoofd bevolkingszaken geteld. Via internet kreeg de naam gemeente Helden een lichte voorkeur. Met de handmatig getelde stemmen erbij kreeg uiteindelijk de naam gemeente Peel en Maas de meeste stemmen. Het was een echte nek aan nek race met een minimaal verschil.
3. Vergaderen

Met deze drie overgebleven namen werd een gezamenlijke openbare vergadering gehouden met alle burgemeesters, wethouders en gemeenteraadsleden van de fusiegemeentes. De door de bevolking gekozen naam Peel en Maas werd hier bekrachtigd en was nieuwe naam gemeente Peel en Maas een feit.

## Politiek
De gemeenteraad van Peel en Maas telt zevenentwintig zetels. 
Op 18 november 2009 werden vervroegde gemeenteraadsverkiezingen gehouden, acht fracties kwamen in de gemeenteraad. De coalitie werd gevormd door het CDA, PvdA/GroenLinks en de VVD. De lokale partijen vormden in de gemeenteraad samen één oppositiepartij, genaamd Lokaal Peel en Maas. Tijdens deze periode splitsten twee raadsleden van Lokaal Peel en Maas zich af en richtten een nieuwe partij op. Ook een raadslid van de VVD splitste zich in deze periode af.
Op 20 maart 2014 vond de eerste gemeenteraadsverkiezing plaats na de gemeentelijke herindeling. Het CDA werd qua aantal stemmen de grootste partij, maar mocht niet deelnemen aan de nieuwe coalitie. De coalitie werd gevormd door Lokaal Peel en Maas, VVD en PvdA/GroenLinks. In juni 2017 splitste één raadslid zich af van Lokaal Peel en Maas en richtte in eerste instantie een eigen fractie op. Later voegde het raadslid zich bij de VVD. Net voor de gemeenteraadsverkiezingen van 2018 splitsten zich twee andere raadsleden af van Lokaal Peel en Maas. Zij voegden zich bij de partij AndersNu. De coalitie verloor hierdoor de meerderheid in de raad, maar werd door de oppositie niet weggestuurd.
Bij de gemeenteraadsverkiezingen van 2018 won het CDA één zetel en werd daarmee weer de grootste partij. De nieuwe coalitie na de verkiezingen van 2018 wordt gevormd door CDA, Lokaal Peel en Maas en de VVD.
| Lokaal Peel en Maas    | -      | 9  | 8  | 10 |
| CDA                    | 12     | 9  | 10 | 7  |
| VVD                    | 2      | 3  | 5  | 5  |
| PvdA/GroenLinks        | 4      | 3  | 3  | 3  |
| D66                    | -      | -  | -  | 2  |
| AndersNu               | -      | 2  | 1  | -  |
| Ton Hanssen            | -      | 1  | -  | -  |
| Lokaal Helden          | 3      | -  | -  | -  |
| Lokaal Kessel          | 2      | -  | -  | -  |
| Lokaal Maasbree-Baarlo | 2      | -  | -  | -  |
| Lokaal Meijel          | 1      | -  | -  | -  |
| Fractie Craenmehr      | 1      | -  | -  | -  |
| Totaal                 | 27     | 27 | 27 | 27 |
| Opkomst                | 50,10% |    |    |    |

## Partnerschap
De gemeente Peel en Maas heeft sinds 2016 een partnerschap met de Duitse stad Grevenbroich. Op 2 december 2017 zijn bij kasteel De Keverberg in Kessel en bij het kasteel in Grevenbroich informatieborden geplaatst waarbij op de afzonderlijke borden informatie van beide kastelen is terug te vinden.

## Media
De gemeente heeft een eigen publieke lokale omroep, Omroep P&M geheten. 

## Monumenten en beelden
In de gemeente zijn er een aantal rijksmonumenten en oorlogsmonumenten, zie:
- Lijst van rijksmonumenten in Peel en Maas
- Lijst van oorlogsmonumenten in Peel en Maas
- Lijst van beelden in Peel en Maas

## Aangrenzende gemeenten
| Aangrenzende gemeenten | Aangrenzende gemeenten | Aangrenzende gemeenten | Aangrenzende gemeenten | Aangrenzende gemeenten |
| ---------------------- | ---------------------- | ---------------------- | ---------------------- | ---------------------- |
| Deurne (NB)            |                        | Horst aan de Maas      |                        | Venlo                  |
|                        |                        |                        |                        |                        |
| Asten (NB)             |                        |                        |                        |                        |
|                        |                        |                        |                        |                        |
| Nederweert             |                        | Leudal                 |                        | Beesel                 |

Dorpen: Baarlo · Beringe · Egchel · Grashoek · Helden · Kessel · Kessel-Eik · Koningslust · Maasbree · Meijel · Panningen

Buurtschappen: Belgenhoek · Berg · Bong · Broek · Dekeshorst · Dijk · Donk (Kessel) · Donk (Meijel) · Driessen · Dubbroek · Egchelheide · Everlo · Groeze · 't Heeske · Hei (Baarlo) · Hei (Kessel) · Heldensedijk · Hof · In de Hoeven · Hert · Hout · Houthei · Houwenberg · Hub · Katsberg · Kaumeshoek · De Kievit · Korte Heide · Keup · Laagheide · Laar · Lange Heide · Lang Hout · Langstraat · Leeuwerik · Loo · Maris · Molenbaan · Molenhuizen · Nederweerterdijk · Onder en Eindt · Oyen · Platveld · Rinkesfort · Roggelsedijk · 't Rooth · Schafelt · Siberië · Soeterbeek · Spiesberg · Spurkt · Steenoven · Tongerlo · Vergelt · Vieruitersten · Vliegert · Vosberg · Vliegert · Witdonk · Zandberg (Helden) · Zandberg (Maasbree) · Zelen

Limburg: Steden en dorpen      Nederland: Provincies · Gemeenten
Beek · Beekdaelen · Beesel · Bergen · Brunssum · Echt-Susteren · Eijsden-Margraten · Gennep · Gulpen-Wittem · Heerlen · Horst aan de Maas · Kerkrade · Landgraaf · Leudal · Maasgouw · Maastricht · Meerssen · Mook en Middelaar · Nederweert · Peel en Maas · Roerdalen · Roermond · Simpelveld · Sittard-Geleen · Stein · Vaals · Valkenburg aan de Geul · Venlo · Venray · Voerendaal · Weert

Steden en dorpen · Voormalige gemeenten · Nederland: Provincies · Gemeenten